# Kristian Axel Heiberg
Kristian Axel Heiberg, född den 31 januari 1880, död den 22 december 1961, var en dansk läkare. Han var brorson till Peter Andreas Christian Heiberg.
Heiberg blev candidatus medicinæ 1905 och skrev flera arbeten över bukspottkörtelns normala och patologiska anatomi, bland annat Handbuch der Krankenheiten des Pancreas (1914), gav nya bidrag till förståelsen för detta organs funktion och dess betydelse för uppkomsten av diabetes.